# Luisia macrotis
Luisia macrotis är en orkidéart som beskrevs av Heinrich Gustav Reichenbach. Luisia macrotis ingår i släktet Luisia och familjen orkidéer. Inga underarter finns listade i Catalogue of Life.